# اوشچنگتسا (استان سلیزیا سفلی)
اوشچنگتسا (به لهستانی:  Osiecznica) یک روستا در لهستان است که در گمینا اوشچنگتسا واقع شده‌است. اوشچنگتسا ۱٬۰۰۰ نفر جمعیت دارد.